# Tai laing
Le tai laing (တႆးလꧥင်ꩽ en tai laing), aussi appelé tai naing, est une langue taï-kadaï du groupe taï, parlée par les Tai Laing dans le Kengtung et le Myitkyina en Birmanie.

## Écriture
|             | Sourdes | Sourdes aspirées | Voisées | Voisées aspirées | Nasales |
| ----------- | ------- | ---------------- | ------- | ---------------- | ------- |
| Vélaires    | က       | ၵ                | ꧩ       | ꧪ                | င       |
| Vélaires    | k       | kʰ               | ɡ       | gʱ               | ŋ       |
| Palatales   | ၸ       | ꩬ                | ꧫ       | ꧬ                | ꧧ       |
| Palatales   | ts      | s                | ɟ       | ɟʱ               | ɲ       |
| Rétroflexes | ꩦ       | ꩧ                | ꧭ       | ꧮ                | ꧯ       |
| Rétroflexes | ʈ       | ʈʰ               | ɖ       | ɖʱ               | ɳ       |
| Alvéolaires | တ       | ထ                | ꧻ       | ꧼ                | ꩫ       |
| Alvéolaires | t       | tʰ               | d       | dʱ               | n       |
| Labiales    | ပ       | ꧤ                | ꧽ       | ꧾ                |         |
| Labiales    | p       | pʰ               | b       | bʱ               |         |
| Labiales    |         | ꧨ                |         |                  | မ       |
| Labiales    |         | f                |         |                  | m       |
| Autres      | ယ       | ꩺ                | ꧺ       | လ                | ဝ       |
| Autres      | j       | r                | ɭ       | l                | w       |
| Autres      | ꧬ       | ၯ                | ဢ       |                  |         |
| Autres      | s       | h                | ʔ       |                  |         |

|      | ◌ျ -j  | ◌ြ -r  | ◌ႂ -w  |
| ---- | ----- | ----- | ----- |
| က k  | ကျ tɕ  |       | ကႂ kw  |
| ၵ kʰ | ၵျ tɕʰ |       | ၵႂ kʰw |
| တ t  |       | တြ tr  |       |
| ပ p  |       | ပြ pr  |       |
| ၽ pʰ | ၽျ pʰj | ၽြ pʰr |       |
| မ m  | မျ mj  |       |       |
| ꩬ s  |       | ꩬြ sr  |       |

## Sources
- (en) Jerold A. Edmondson, « Shan and other Northern tier Southeast Tai languages of Myanmar and China: themes and variations », dans Anthony V. N. Diller, Jerold A. Edmondson et Yongxian Luo, The Tai-Kadai languages, Milton Park, Routeledge, 2008, 183-206 p. (ISBN 978-0-7007-1457-5 et 978-0-203-64187-3)
- (en) Martin Hosken, Proposal to add minority characters to Myanmar script (no N3976, L2/11-130), 23 mai 2011 (lire en ligne)
- (en) Martin Hosken, Representing Myanmar in Unicode: Details and examples version 4, 13 décembre 2012 (lire en ligne)
- (en) Sai Kam Mong, The history and development of the Shan scripts, Chiang Mai, Silkworm Books, 2004 (ISBN 9789749575505)
- (en) Wyn Owen, Request for New Language Code Element in ISO 639-3, ISO 639-3 Registration Authority, 16 février 2011 (lire en ligne)
- (en) Wyn Owen, An introduction to Tai Laing: phonology, orthography and sociolinguistic context, 2013 (lire en ligne)